# Batalla de Montenaken
La batalla de Montenaken tuvo lugar el 20 de octubre de 1465 en las afueras de Sint-Truiden en la localidad de Montenaken, situado entre Landen y Waremme, actualmente en Bélgica, entre las milicias del principado de Lieja, que esperaban el apoyo de Luis XI de Francia, contra las tropas de Felipe III de Borgoña, conducidas para su hijo Carlos, duque de Charolais.

## La batalla
Los liejanos, conducida por Raes de la Rivière, señor de Heers se sublevó contra la autoridad del príncipe-obispo Luis de Borbón impuesto contra la voluntad del capítulo de la catedral de San Lambert.
La batalla acabó en victoria del ducado de Borgoña.

## Consecuencias
Tras la derrota en la batalla de Montenaken y la destrucción de varias villas como Grand Hallet y Petit Hallet, Carlos el Temerario impuso la paz de Sint Truiden, por lo que los liejanos tuvieron que aceptar la autoridad del ducado de Borgoña que estableció un régimen dictatorial ejecutando muchos rehenes, aboliendo los derechos y las libertades del principado, e imponiendo a las villas el derribo de sus murallas.

### Citas
1. ↑  Sache, Ivan (2004). «Presentation of Hannut and its villages». Hannut (Municipality, Province of Liège, Belgium (en inglés). Consultado el 6 de marzo de 2014.